# Native Tongue
Native Tongue é o quarto álbum de estúdio da banda de hard rock Poison, lançado em 1993. É o único com a presença do guitarrista Richie Kotzen. A entrada dele, substituindo C.C. Deville, acrescentou um toque de blues e rock dos anos 70 ao característico hard rock oitentista do Poison. O guitarrista chegou a afirmar que o álbum poderia ter sido um trabalho solo seu, tamanha a liberdade criativa dada pela banda.

## Faixas
1. "Native Tongue" - 1:01
2. "The Scream" - 3:49
3. "Stand" - 5:15
4. "Stay Alive" - 4:23
5. "Until You Suffer Some" - 4:14
6. "Body Talk" - 4:01
7. "Bring it Home" - 3:55
8. "7 Days Over You" - 4:13
9. "Richie's Acoustic Thang" - 0:56
10. "Ain't That the Truth" - 3:25
11. "Theatre of the Soul" - 4:41
12. "Strike Up the Band" - 4:15
13. "Ride Child Ride" - 3:53
14. "Blind Faith" - 3:32
15. "Bastard Son of a Thousand Blues" - 4:57

## Créditos

### Banda
- Bret Michaels - vocais, guitarra, violão, gaita
- Richie Kotzen - guitarra, piano, mandolin, dobro, backing vocals
- Bobby Dall - baixo, backing vocals
- Rikkie Rockett - bateria, percussão

### Músicos adicionais
- Jai Winding - piano em "Stand e "Theatre of The Soul"
- Billy Powell - piano em "7 Days Over You" e "Bastard Son of a Thousand Blues"
- Mike Finnegan - órgão em "Until You Suffer Some (Fire and Ice)"
- Tower of Power - sopros em "7 Days Over You"
- Timothy B. Schmit e Tommy Funderburk - backing vocals
- First AME Church Choir - corais em "Stand"
- Shelia E. - percussão em "Native Tongue" e "The Scream"